# Carr Shield
Carr Shield – wieś w Anglii, w hrabstwie Northumberland. Leży 48 km na zachód od miasta Newcastle upon Tyne i 396 km na północ od Londynu.